# Casa Tibau (Bellver de Cerdanya)
La Casa Tibau és una obra de les darreres tendències de Bellver de Cerdanya (Baixa Cerdanya) inclosa a l'Inventari del Patrimoni Arquitectònic de Catalunya.

## Descripció
La planta de l'edifici consisteix en un cos paral·lelepipèdic de dos pisos d'alçada amb diversos cossos de mida més petita que l'envolten. S'hi compatibilitza el consultori mèdic del propietari i metge amb l'habitatge privat.
A la planta baixa hi ha l'accés a la casa, un despatx, el consultori i altres serveis. Al primer pis s'hi desenvolupa l'habitatge. L'escala és d'un sol tram centrada en la composició espacial del paral·lelepípede. A l'exterior hi ha un porxo d'accés.